# حجله
حجله، اتاقی است که معمولاً عروس و داماد، شب زفاف خود را در آن می‌گذرانند. در گذشته، حجله معمولاً اتاقی صندوقخانه مانندی بود و برای این‌که زنان، عروس و داماد را نبینند، حتی‌المقدور بدون پنجره بود. دیوارهای حجله نقاشی می‌شد و تصاویر شیرین و فرهاد را بر روی آن می‌کشیدند.